# Adidas Brazuca
Adidas Brazuca là quả bóng dùng trong các trận thi đấu chính thức của 2014 FIFA World Cup tại Brasil. Nó được công ty Adidas chế tác. Adidas là một đối tác của FIFA và là nhà cung cấp bóng chính thức cho các mùa World Cup từ năm 1970.

## Tên gọi
Tên của quả bóng được công bố vào chủ nhật ngày 2 tháng 9 năm 2012. Tên gọi này là kết quả từ một cuộc bầu chọn công khai do ban tổ chức địa phương và Adidas tổ chức, với hơn một triệu người hâm mộ bóng đá Brasil tham gia bỏ phiếu. Tên Brazuca đã được lựa chọn với tỉ lệ 77,8% số phiếu. Hai lựa chọn để bỏ phiếu khác đã được đưa ra: Bossa Nova (14,6% phiếu) và Carnavalesca (7,6% phiếu).
Theo FIFA, "thuật ngữ không chính thức 'brazuca' được người Brasil sử dụng để mô tả niềm tự hào quốc gia trong cách sống của người Brasil", và "phản ánh cách tiếp cận của họ với bóng đá, nó tượng trưng cho cảm xúc, niềm tự hào và thiện chí cho tất cả". Thuật ngữ này cũng được sử dụng như tiếng lóng để chỉ "Brasil" và trở nên phổ biến khắp nơi do bởi cộng đồng người Brasil ở hải ngoại.